# Conophytum luckhoffii
Conophytum luckhoffii är en isörtsväxtart som beskrevs av Lavis. Conophytum luckhoffii ingår i släktet Conophytum, och familjen isörtsväxter. Inga underarter finns listade i Catalogue of Life.